# Kollo (Departement)
Kollo ist ein Departement in der Region Tillabéri in Niger.

## Geographie

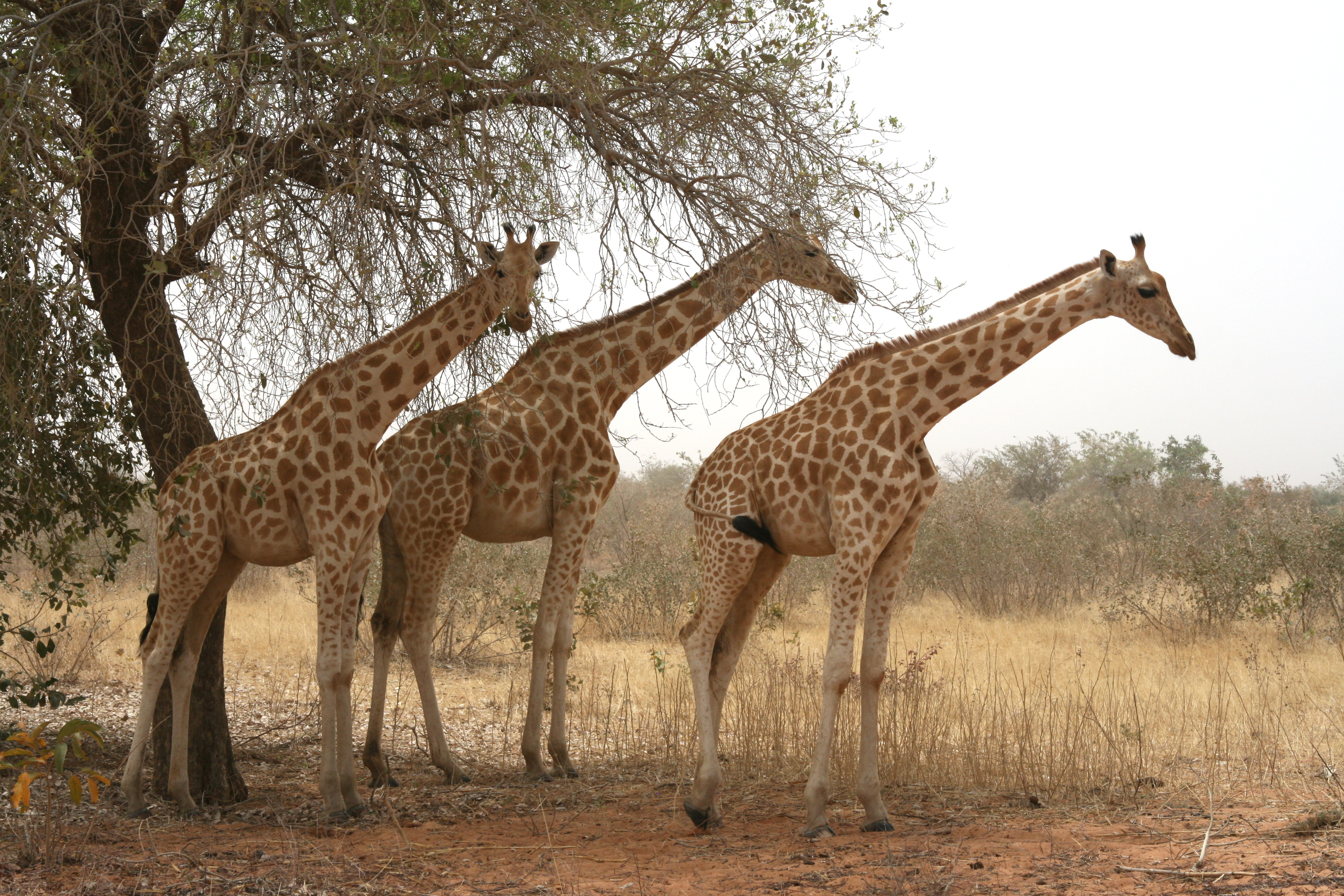
Westafrikanische Giraffen in Kouré

Das Departement liegt im Südwesten des Landes und grenzt an Niamey, die Hauptstadt Nigers. Es besteht aus der Stadtgemeinde Kollo und den Landgemeinden Bitinkodji, Dantchandou, Hamdallaye, Karma, Kirtachi, Kouré, Liboré, N’Dounga, Namaro und Youri. Der namensgebende Hauptort des Departements ist Kollo.

## Geschichte
Eine Verwaltungsreform gliederte Niger 1964 in sieben Departements, die Vorgänger der späteren Regionen, und 32 Arrondissements, die Vorgänger der späteren Departements. Das Gebiet von Kollo wurde dabei gemeinsam mit dem Stadtgebiet von Niamey dem Arrondissement Niamey zugeschlagen, das auf einen Bezirk (circonscription) gleichen Namens zurückgeht. 1980 wurde die Stadt Niamey aus dem Arrondissement herausgelöst und das verbliebene Gebiet in Arrondissement Kollo umbenannt. Den Umzug der Verwaltung in den neuen Hauptort Kollo koordinierte der spätere Premierminister Mahamadou Danda.
Im Jahr 1998 wurden die bisherigen Arrondissements Nigers in Departements umgewandelt, an deren Spitze jeweils ein vom Ministerrat ernannter Präfekt steht. Die Gliederung des Departements in Gemeinden besteht seit dem Jahr 2002. Zuvor bestand es aus dem städtischen Zentrum Kollo und den Kantonen N’Dounga, Fakara, Hamdallaye, Karma, Kirtachi, Kouré, Lamordé, Liboré und Namaro.

## Bevölkerung

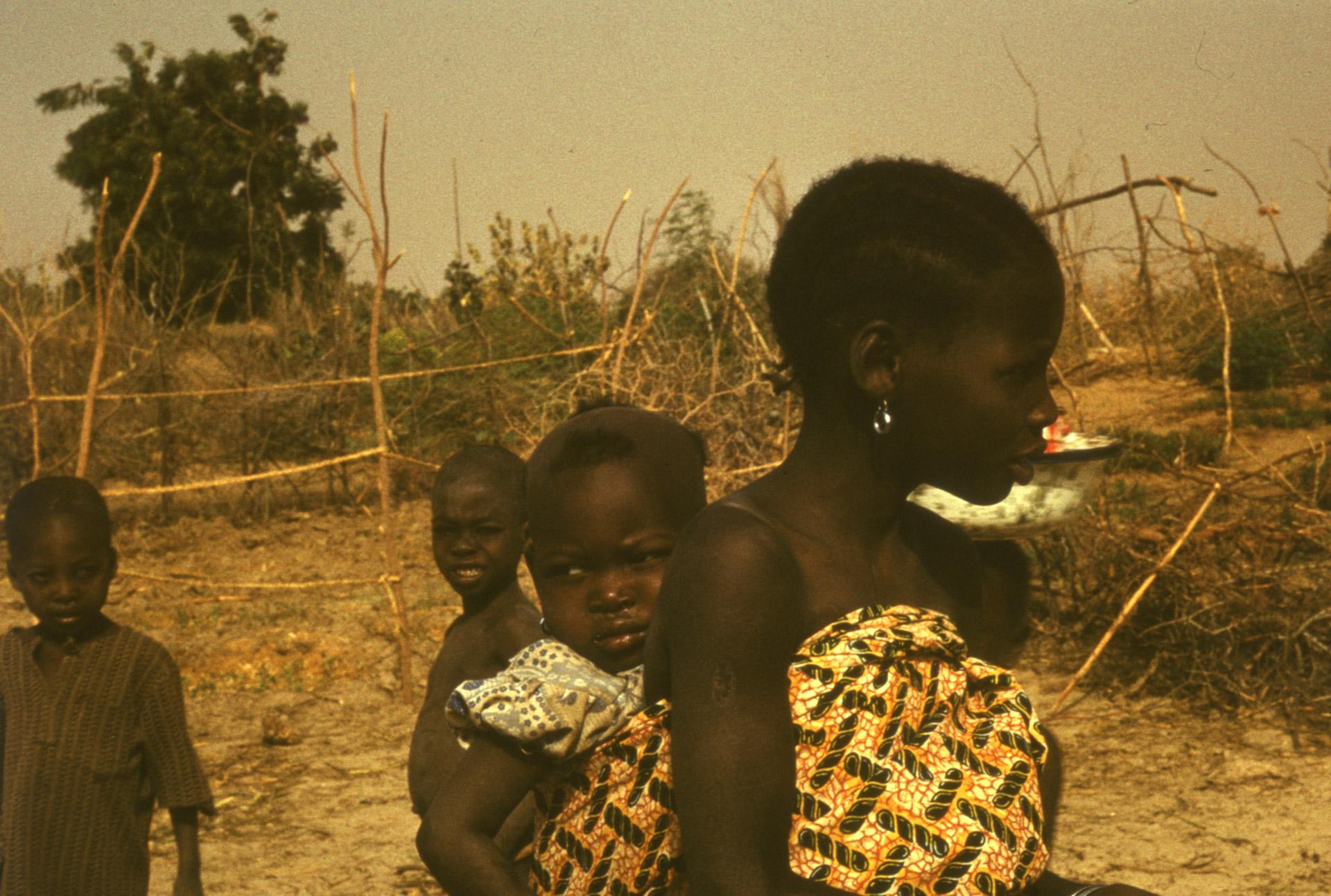
Eine Frau mit Kindern in Karma, Kollo (1976)

Das Departement Kollo hat gemäß der Volkszählung 2012 465.303 Einwohner. Bei der Volkszählung 2001 waren es 325.706 Einwohner, bei der Volkszählung 1988 231.029 Einwohner und bei der Volkszählung 1977 131.145 Einwohner.

## Verwaltung
An der Spitze des Departements steht ein Präfekt (französisch: préfet), der vom Ministerrat auf Vorschlag des Innenministers ernannt wird.
| Amtszeit                     | Name                                           |
| ---------------------------- | ---------------------------------------------- |
| …                            |                                                |
| 1. Apr. 2009 – 3. Jun. 2011  | Assitou Bonkano                                |
| 3. Jun. 2011 – 6. Sep. 2013  | Boubacar Ali Ibrahim Atikou                    |
| 6. Sep. 2013 – 2. Mai 2014   | Moussa Idé                                     |
| 2. Mai 2014 – 26. Jan. 2016  | Soumana Issaka                                 |
| 26. Jan. 2016 – 9. Okt. 2018 | Soumaïla Ibrahim (alias Ali Soumaila Ibrahima) |
| 9. Okt. 2018 – 8. Nov. 2021  | Sadou Oumarou                                  |
| 8. Nov. 2021 – 21. Sep. 2023 | Ibrahim Kamogo                                 |
| seit 21. Sep. 2023           | Aissata Harouna Faran Maiga                    |